# Ivo Petrić
Ivo Petrić (født 16. juni 1931 i Ljubljana, Slovenien, død 13. september 2018) var en slovensk komponist og dirigent.
Petric studerede komposition på Musikkonservatoriet i Ljubljana (1950-1958). Han har skrevet 3 symfonier, orkesterværker, kammermusik, operaer, koncertmusik, strygerkvartetter, sonater, sange etc. Petric var ligeledes dirigent for Soveniens Filharmoniske Orkester.

## Udvalgte værker
- Symfoni nr. 1 "Goga" (1954-1960) - for orkester
- Symfoni nr. 2 (1957) - for orkester
- Symfoni nr. 3 (1960) - for orkester
- Concerto Grosso (1955) - for orkester